# Pikku G
Pikku G o Gee, pseudonimo di Henri Vähäkainu (Nurmijärvi, 9 marzo 1987), è un rapper finlandese.

## Biografia
Pikku G divenne celebre grazie ad una competizione della stazione radio YLEX, all'età di 15 anni. Il suo album di debutto, Räjähdysvaara fu pubblicato nel 2003. Fu il primo album rap finlandese a ricevere l'album di platino e fu l'album più venduto nel 2003 in Finlandia. L'anno successivo venne pubblicato Suora lähetys ma, sebbene ricevette l'album di platino, vendette solo un terzo confronto al primo album.
Egli pubblicò anche un libro omonimo nel 2004 e fu eletto "Migliore celebrità della Finlandia" nello stesso anno.

## Vita privata
Pikku G proviene da una famiglia pentecostalista sebbene egli non lo sia. Nelle elezioni parlamentari del 2007 venne candidato al parlamento finlandese nelle file del Partito di Centro Finlandese e ha sostenuto l'allora primo ministro Matti Vanhanen nelle elezioni presidenziali del 2006.

## Discografia
- 2003 - Räjähdysvaara
- 2004 - Suora lähetys